# Lenovo
Lenovo Group Ltd. /lɛnˈoʊvoʊ/ là tập đoàn đa quốc gia về công nghệ máy tính có trụ sở chính ở Bắc Kinh, Trung Quốc và Morrisville, Bắc Carolina, Mỹ. Tập đoàn thiết kế, phát triển, sản xuất và bán các sản phẩm như máy tính cá nhân, máy tính bảng, smartphone, các trạm máy tính, server, thiết bị lưu trữ điện tử, phần mềm quản trị IT và ti vi thông minh.
Năm 2013, Lenovo được các đơn vị bán hàng bình chọn là nhà cung cấp máy tính lớn nhất thế giới. Tập đoàn tiếp thị cho dòng laptop ThinkPad và dòng máy tính để bàn ThinkCentre.
Lenovo hoạt động tại hơn 60 quốc gia và kinh doanh các sản phẩm của mình trong khoảng 160 quốc gia. Các cơ sở chính của Lenovo tại Bắc Kinh, Morrisville và Singapore cùng với việc đặt các trung tâm nghiên cứu tại đó cũng như ở Thượng Hải, Thâm Quyến, Hạ Môn, và Thành Đô tại Trung Quốc, và Yamato ở quận Kanagawa, Nhật Bản. Ngoài ra còn có công ty liên doanh với EMC, LenovoEMC để bán các giải pháp lưu trữ có kết nối mạng. Tập đoàn cũng liên doanh với NEC, Lenovo NEC Holdings nhằm sản xuất máy tính cá nhân cho thị trường Nhật Bản.
Lenovo được thành lập tại Bắc Kinh năm 1984 với tên Legend và sáp nhập tại Hồng Kông năm 1988. Lenovo mua lại thị phần kinh doanh máy tính của IBM năm 2005 và đồng ý mua lại lĩnh vực kinh doanh máy chủ của Intel năm 2014. Lenovo gia nhập thị trường năm 2012 và đến năm 2014 trở thành nhà cung cấp điện thoại thông minh lớn nhất tại Trung Quốc Đại lục.
Tháng 1 năm 2014, Lenovo đồng ý mua lại hãng sản xuất điện thoại di động cầm tay Motorola Mobility của Google và đến tháng 10 năm 2014 hợp đồng mua bán đã hoàn thành.
Lenovo đang được niêm yết trên sàn giao dịch chứng khoán Hong Kong Stock Exchange và là một phần của Hang Seng China-Affiliated Corporations Index, được biết đến với tên gọi "Red Chips."

## Lịch sử

### 1984–1993: Những năm đầu thành lập

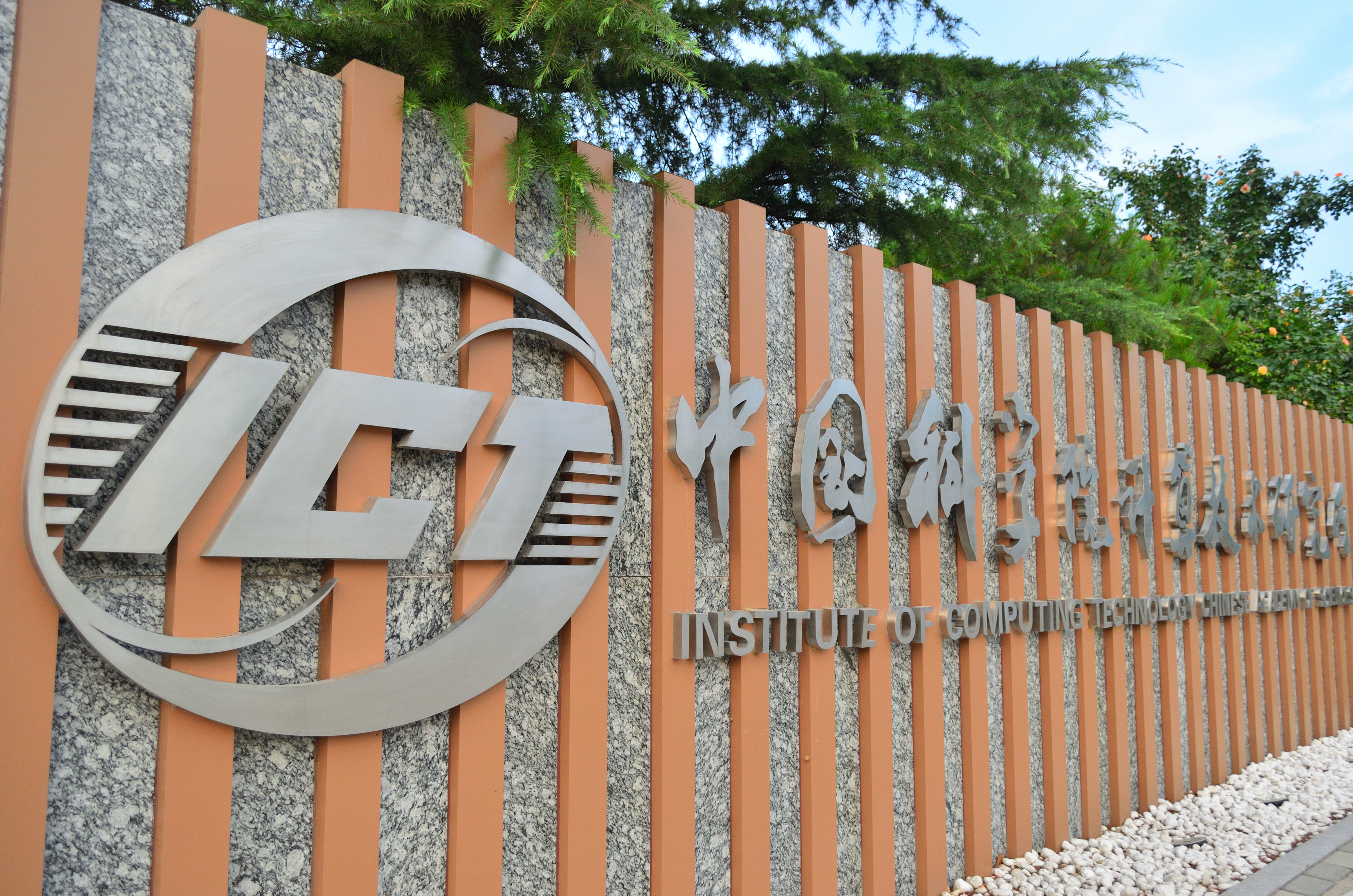

Liễu Truyền Chí cùng với một nhóm 10 kỹ sư giàu kinh nghiệm, chính thức thành lập Lenovo tại Bắc Kinh vào ngày 1 tháng 11 năm 1984 với 200.000 Nhân dân tệ.  Chính phủ Trung Quốc đã phê duyệt việc thành lập Lenovo cùng ngày. Jia Xufu, một trong những người đồng sáng lập đã chỉ ra rằng cuộc họp đầu tiên để chuẩn bị cho việc thành lập công ty được tổ chức vào ngày 17/10 cùng năm. Toàn bộ 11 nhân viên ban đầu đã tham dự. Mỗi người sáng lập là một thành viên của Viện Công nghệ Máy tính thuộc Viện Hàn lâm Khoa học Trung Quốc (CAS). Tên của công ty được thỏa thuận tại cuộc họp này là Viện Nghiên cứu Công nghệ Máy tính Trung Quốc Công ty Phát triển Công nghệ Mới.
Cơ cấu tổ chức của công ty được thành lập vào năm 1985. Nó bao gồm một bộ phận công nghệ, kỹ thuật, hành chính và văn phòng.  Nhóm lần đầu tiên cố gắng nhập khẩu TV nhưng không thành công. Sau đó tự xây dựng lại như một công ty kiểm tra chất lượng trên máy tính. Công ty cũng đã cố gắng và thất bại trong việc tiếp thị một chiếc đồng hồ kỹ thuật số. Năm 1990, Lenovo bắt đầu sản xuất và tiếp thị máy tính bằng thương hiệu của riêng mình.
Vào tháng 5 năm 1988, Lenovo đã đặt quảng cáo tuyển dụng đầu tiên trên trang nhất của China Youth News. Những quảng cáo như vậy khá hiếm ở Trung Quốc vào thời điểm đó. Trong số 500 người được yêu cầu có 280 người được chọn để tham gia một kỳ thi tuyển dụng, 120 trong số các ứng cử viên này đã được phỏng vấn trực tiếp. Các nhân viên mới bao gồm 18 người có bằng tốt nghiệp, 37 người có bằng đại học và 3 người không có trình độ đại học. Độ tuổi trung bình của họ là 26. Dương Nguyên Khánh, chủ tịch và CEO hiện tại của Lenovo, nằm trong nhóm đó.
Liễu Truyền Chí đã nhận được sự cho phép của chính phủ để thành lập một công ty con ở Hồng Kông và chuyển đến đó cùng với 5 nhân viên khác vào năm 1988. Để tiết kiệm tiền trong thời gian này, ông và các đồng nghiệp đã đi bộ thay vì đi phương tiện giao thông công cộng. Để duy trì sự xuất hiện, họ thuê phòng khách sạn cho các cuộc họp.
Một số thành công ban đầu của công ty bao gồm máy tính lớn KT8920. Công ty cũng phát triển một bảng mạch cho phép các máy tính cá nhân tương thích với IBM xử lý các ký tự Trung Quốc.

### 1994–1998: Ra mắt cổ phiếu và trái phiếu
Lenovo (được biết đến vào thời điểm đó là Legend) đã được giao dịch công khai sau khi niêm yết thị trường chứng khoán ở Hồng Kông năm 1994, đã huy động được gần 30 triệu USD.  Trước đó, nhiều nhà phân tích đã lạc quan về Lenovo. Vào ngày giao dịch đầu tiên, giá cổ phiếu của công ty đạt mức cao 2,07 đô la Hồng Kông và đóng cửa ở mức 2 đô la Hồng Kông. Số tiền thu được từ việc cung cấp đã được sử dụng để tài trợ cho các văn phòng bán hàng ở châu Âu, Bắc Mỹ và Úc để mở rộng và cải thiện sản xuất và nghiên cứu và phát triển và để tăng vốn lưu động.
Đến năm 1996, Lenovo là công cụ dẫn đầu thị trường ở Trung Quốc và bắt đầu bán máy tính xách tay (Laptop) của riêng mình. Năm 1998, công ty đã nắm giữ 43% thị phần máy tính trong nước với khoảng 1 triệu máy tính được bán ra.
Lenovo đã phát hành máy tính Thiên Tây (天禧) vào năm 1998, được thiết kế để giúp người tiêu dùng Trung Quốc thiếu kinh nghiệm dễ dàng sử dụng máy tính và truy cập internet. Một trong những tính năng quan trọng nhất của nó là nút kết nối ngay lập tức người dùng với internet và mở trình duyệt Web. Nó được đồng thương hiệu với China Telecom và được đi kèm với một năm dịch vụ Internet. Đó là kết quả của 2 năm nghiên cứu và phát triển. Tính đến năm 2000, Thiên Tây là máy tính bán chạy nhất trong lịch sử Trung Quốc. Nó đã bán được hơn 1.000.000 chiếc chỉ riêng trong năm 2000.

### 1999–2010: Mua lại IBM và kinh doanh mảng điện thoại thông minh

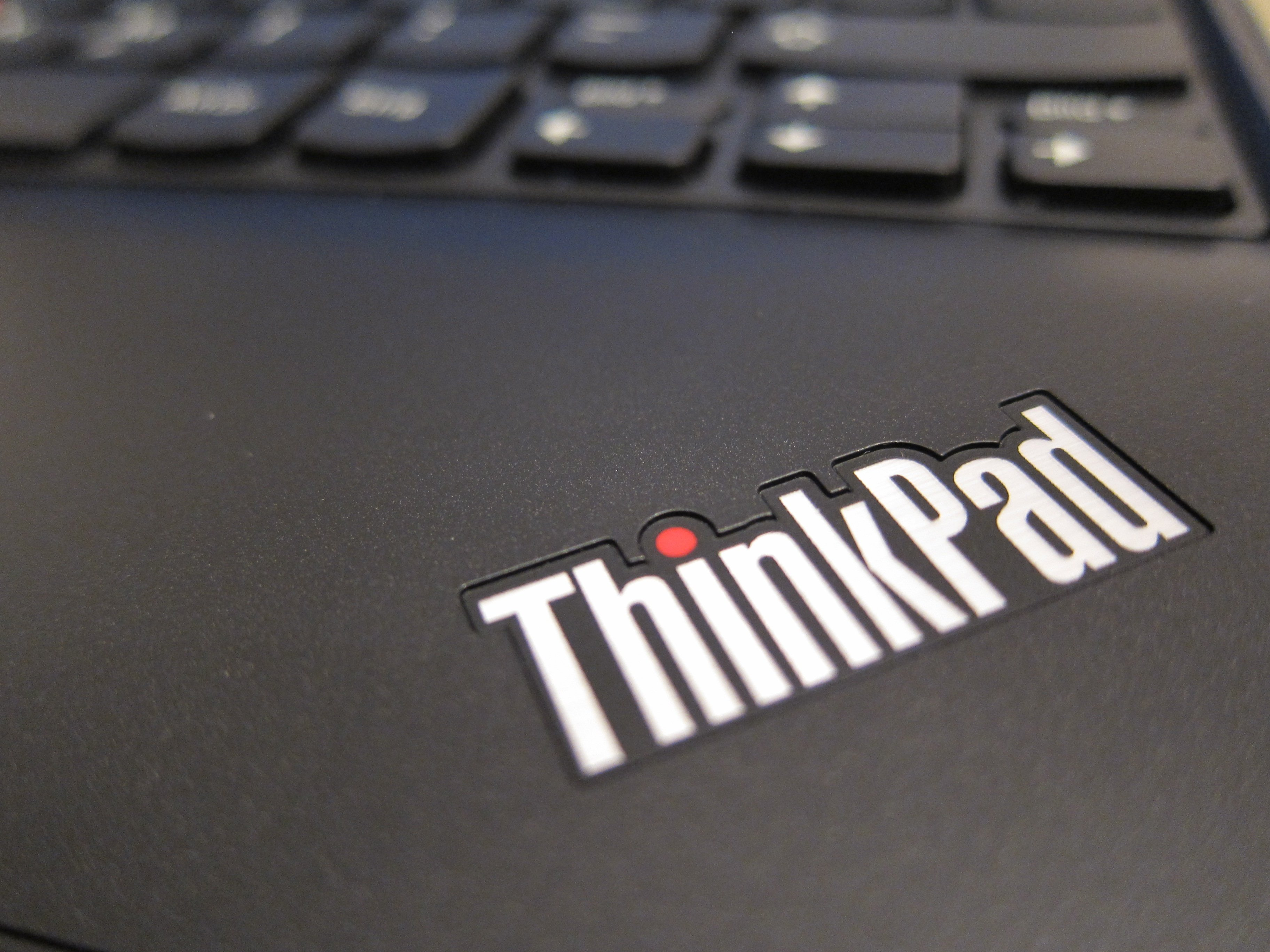
The ThinkPad logo

Để tạo đà cho sự tăng trưởng liên tục của mình, Lenovo đã phát hành một đợt chào bán thứ cấp 50 triệu cổ phiếu trên thị trường Hồng Kông vào tháng 3 năm 2000 và huy động được khoảng 212 triệu đô la Mỹ. Công ty cũng đổi tên thành Lenovo vào năm 2003 và bắt đầu mua lại để mở rộng công ty.
Lenovo đã mua lại mảng kinh doanh máy tính cá nhân của IBM vào năm 2005, bao gồm các dòng máy tính xách tay và máy tính bảng ThinkPad. Việc Lenovo mua lại bộ phận máy tính cá nhân của IBM đã tăng tốc độ tiếp cận thị trường nước ngoài trong khi cải thiện cả thương hiệu và công nghệ của Lenovo. Công ty đã trả 1,25 tỷ USD cho hoạt động kinh doanh máy tính của IBM và đảm nhận thêm 500 triệu USD nợ của IBM. Việc mua lại này đã khiến Lenovo trở thành nhà sản xuất máy tính lớn thứ 3 trên toàn thế giới về khối lượng. Việc Lenovo mua dòng Think từ IBM cũng dẫn đến việc tạo ra quan hệ đối tác IBM / Lenovo hoạt động cùng nhau trong việc tạo ra think-line của các sản phẩm được bán bởi Lenovo.
Về việc mua bộ phận máy tính cá nhân của IBM, ông Liễu Truyền Chí cho biết vào năm 2012: "Chúng tôi được hưởng lợi theo ba cách từ việc mua lại IBM. Chúng tôi có thương hiệu ThinkPad, công nghệ sản xuất PC tiên tiến hơn của IBM và các nguồn lực quốc tế của công ty, chẳng hạn như các kênh bán hàng toàn cầu và đội ngũ vận hành. Ba yếu tố này đã củng cố doanh thu bán hàng của chúng tôi trong vài năm qua". Các nhân viên của nhiều bộ phận, bao gồm cả những người phát triển máy tính xách tay ThinkPad và máy tính để bàn Think Centre đã trở thành nhân viên của Lenovo.
Mặc dù Lenovo mua lại thương hiệu "Think" từ IBM nhưng IBM vẫn đóng một vai trò gián tiếp, nền tảng quan trọng trong việc thiết kế và sản xuất dòng sản phẩm Think. IBM ngày nay chịu trách nhiệm giám sát các trung tâm dịch vụ và sửa chữa và được coi là nhà phân phối và tân trang lại dòng sản phẩm Think do Lenovo sản xuất.
IBM cũng đã mua lại 50% cổ phần của Lenovo vào năm 2005 như một phần trong việc Lenovo mua bộ phận máy tính cá nhân của IBM.
Mary Ma, giám đốc tài chính của Lenovo từ năm 1990 đến năm 2007, phụ trách quan hệ nhà đầu tư. Dưới sự lãnh đạo của bà, Lenovo đã tích hợp thành công trách nhiệm giải trình theo phong cách phương Tây vào văn hóa doanh nghiệp của mình. Sự nhấn mạnh của Lenovo về tính minh bạch đã mang lại cho nó danh tiếng về quản trị doanh nghiệp tốt nhất trong số các công ty Trung Quốc đại lục. Tất cả các vấn đề lớn liên quan đến hội đồng quản trị, quản lý, chuyển nhượng cổ phần lớn, và sáp nhập và mua lại đã được báo cáo công bằng và chính xác. Trong khi các công ty niêm yết tại Hồng Kông chỉ được yêu cầu phát hành báo cáo tài chính 2 lần mỗi năm, Lenovo tuân theo tiêu chuẩn quốc tế về phát hành báo cáo hàng quý. Lenovo đã thành lập một ủy ban kiểm toán và một ủy ban bồi thường với các giám đốc không quản lý.
Lenovo đã bắt đầu kinh doanh bộ phận điện thoại thông minh (Smartphone) và máy tính bảng (Tablet) của mình vào năm 2008 với giá 100 triệu USD để tập trung vào máy tính cá nhân và sau đó trả 200 triệu USD để mua lại vào tháng 11 năm 2009. Tính đến năm 2009, bộ phận di động đứng thứ 3 về thị phần đơn vị trong thị trường điện thoại di động của Trung Quốc. Lenovo đã đầu tư 100 triệu ¥ vào một quỹ dành riêng để cung cấp tài trợ hạt giống cho phát triển ứng dụng di động cho cửa hàng ứng dụng trực tuyến LeGarden. Tính đến năm 2010, LeGarden đã có hơn 1.000 chương trình có sẵn cho LePhone.

### 2011–2013: Tái gia nhập thị trường điện thoại thông minh và các dự án khác

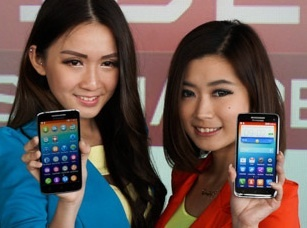
Mẫu smartphone Lenovo Vibe X tại sự kiện ra mắt năm 2014

Vào ngày 27/1/2011, Lenovo đã thành lập một liên doanh để sản xuất máy tính cá nhân với công ty điện tử Nhật Bản NEC. Các công ty cho biết trong một tuyên bố rằng họ sẽ thành lập một công ty mới có tên Lenovo NEC Holdings, được đăng ký tại Hà Lan. NEC đã nhận được 175 triệu USD cổ phiếu Lenovo. Lenovo sẽ sở hữu 51% cổ phần trong liên doanh, trong khi NEC sẽ có 49%. Lenovo có một lựa chọn 5 năm để mở rộng cổ phần của mình trong liên doanh.
Liên doanh này nhằm mục đích thúc đẩy doanh số bán hàng trên toàn thế giới của Lenovo bằng cách mở rộng sự hiện diện của mình tại Nhật Bản, một thị trường quan trọng cho máy tính cá nhân. NEC tách hoạt động kinh doanh máy tính cá nhân của mình thành liên doanh. Tính đến năm 2010, NEC kiểm soát khoảng 20% thị trường máy tính cá nhân của Nhật Bản trong khi Lenovo chiếm 5% thị phần. Lenovo và NEC cũng đồng ý khám phá hợp tác trong các lĩnh vực khác như máy chủ và máy tính bảng.
Vào tháng 6 năm 2011, Lenovo tuyên bố rằng họ có kế hoạch mua lại quyền kiểm soát Medion, một công ty sản xuất điện tử của Đức. Lenovo cho biết việc mua lại sẽ tăng gấp đôi thị phần của mình trên thị trường máy tính Đức, khiến nó trở thành nhà cung cấp lớn thứ 3 về doanh số (sau Acer và Hewlett-Packard). Thỏa thuận này kết thúc vào quý 3 cùng năm, được tờ New York Times tuyên bố là "lần đầu tiên một công ty Trung Quốc mua lại một công ty nổi tiếng của Đức".
Tháng 9 năm 2012, Lenovo đã đồng ý mua lại công ty điện tử Digibras có trụ sở tại Brazil, bán các sản phẩm dưới thương hiệu CCE với giá cơ bản là 300 triệu real (148 triệu USD) kết hợp giữa cổ phiếu và tiền mặt. Một khoản thanh toán bổ sung 400 triệu reals đã được thực hiện phụ thuộc vào các tiêu chuẩn hiệu suất. Lenovo đã thành lập một nhà máy trị giá 30 triệu đô la ở Brazil, nhưng ban lãnh đạo Lenovo đã cảm thấy rằng họ cần một đối tác địa phương để tối đa hóa tăng trưởng khu vực. Lenovo trích dẫn mong muốn tận dụng lợi thế của doanh số bán hàng tăng do World Cup 2014 sẽ được tổ chức bởi Brazil và Thế vận hội Mùa hè 2016.  Sau khi mua lại, Lenovo tuyên bố rằng các thương vụ mua lại tiếp theo của họ sẽ tập trung vào phần mềm và dịch vụ. Following the acquisition, Lenovo announced that its subsequent acquisitions would be concentrated in software and services.
Lenovo đã trở lại thị trường điện thoại thông minh vào năm 2012 và nhanh chóng trở thành nhà cung cấp điện thoại thông minh lớn nhất ở Trung Quốc đại lục. Gia nhập thị trường điện thoại thông minh được kết hợp với sự thay đổi chiến lược từ "một kích thước phù hợp với tất cả" sang "một danh mục thiết bị đa dạng". Những thay đổi này được thúc đẩy bởi sự phổ biến của iPhone của Apple và mong muốn của Lenovo để tăng thị phần tại Trung Quốc đại lục. Lenovo đã vượt qua Apple Inc để trở thành nhà cung cấp điện thoại thông minh số 2 tại thị trường nội địa Trung Quốc vào năm 2012. Tuy nhiên, do có khoảng 100 thương hiệu điện thoại thông minh được bán tại Trung Quốc, vị trí này chỉ tương đương với 10,4% thị phần. Vào tháng 5 năm 2012, Lenovo đã công bố khoản đầu tư 793 triệu USD vào việc xây dựng một cơ sở sản xuất điện thoại di động và R&D ở Vũ Hán, Hồ Bắc.
Năm 2013, Lenovo đã thành lập một liên doanh với EMC có tên LenovoEMC.  Liên doanh đã tiếp quản hoạt động kinh doanh của Iomega và đổi thương hiệu tất cả các sản phẩm của Iomega dưới thương hiệu LenovoEMC và thiết kế các sản phẩm cho các doanh nghiệp vừa và nhỏ không đủ khả năng lưu trữ dữ liệu cấp doanh nghiệp.

### 2014–nay: Mua các dòng máy chủ IBM và các thương vụ mua lại khác
IBM đã bán các dòng máy chủ dựa trên x86 của mình, bao gồm IBM System X và IBM BladeCenter cho Lenovo vào năm 2014. Lenovo cho biết họ sẽ tiếp cận được nhiều khách hàng doanh nghiệp hơn, cải thiện tỷ suất lợi nhuận và phát triển mối quan hệ chặt chẽ hơn với Intel, nhà sản xuất hầu hết các bộ xử lý máy chủ thông qua việc mua lại mảng kinh doanh máy chủ dựa trên x86 của IBM. Vào ngày 1/10/2014, Lenovo đã hoàn tất việc mua lại bộ phận máy chủ của IBM, với mức giá cuối cùng được đưa ra là 2,1 tỷ đô la. Lenovo cho biết việc mua lại này có giá thấp hơn so với 2,3 tỷ đô la được công bố trước đó một phần do sự thay đổi về giá trị hàng tồn kho của IBM. Thỏa thuận này đã được châu Âu, Trung Quốc và Mỹ chấp thuận. Ủy ban Đầu tư Nước ngoài của Bộ Tài chính Hoa Kỳ (CFIUS) được cho là rào cản cuối cùng đối với Lenovo, vì Hoa Kỳ có các chính sách nghiêm ngặt nhất. Theo Timothy Prickett-Morgan từ Enterprise Tech, thỏa thuận này vẫn đang chờ "sự chấp thuận của các nhà quản lý ở Trung Quốc, Ủy ban châu Âu và Canada".
Vào ngày 29 tháng 1 năm 2014, Google tuyên bố bán Motorola Mobility cho Lenovo với giá 2,91 tỷ USD. Tính đến tháng 2 năm 2014, Google sở hữu khoảng 5,94% cổ phần của Lenovo. Thỏa thuận này bao gồm các dòng điện thoại thông minh như Moto X, Moto G, Droid Turbo và lộ trình sản phẩm Motorola Mobility trong tương lai, trong khi Google vẫn giữ lại đơn vị Công nghệ & Dự án Tiên tiến và tất cả trừ 2.000 bằng sáng chế của công ty.. Lenovo đã nhận được giấy phép miễn phí bản quyền cho tất cả các bằng sáng chế do Google giữ lại.  nhận được sự chấp thuận từ Liên minh châu Âu cho việc mua lại Motorola vào tháng 6 năm 2014. Thương vụ được hoàn thành vào ngày 30/10/2014. Motorola Mobility vẫn có trụ sở tại Chicago và tiếp tục sử dụng thương hiệu Motorola, nhưng Liu Jun, chủ tịch kinh doanh thiết bị di động của Lenovo đã trở thành người đứng đầu công ty.
Vào tháng 5 năm 2015, Lenovo đã tiết lộ một logo mới tại Lenovo Tech World ở Bắc Kinh, với khẩu hiệu "Đổi mới không bao giờ đứng yên" (tiếng Trung: 创新无止境). Logo mới của Lenovo, được tạo ra bởi Saatchi, có thể được thay đổi bởi các công ty quảng cáo và đối tác bán hàng của mình, trong các hạn chế, để phù hợp với bối cảnh. Nó có một "e" nằm dài và được bao quanh bởi một hộp có thể được thay đổi để sử dụng một cảnh có liên quan, màu sắc rắn, hoặc hình ảnh. Giám đốc tiếp thị của Lenovo David Roman cho biết: "Khi chúng tôi lần đầu tiên bắt đầu xem xét nó, nó không chỉ là về một sự thay đổi trong kiểu chữ hoặc giao diện của logo. Chúng tôi đã hỏi 'Nếu chúng tôi thực sự là một công ty tập trung vào khách hàng, logo sẽ trông như thế nào?' Chúng tôi đã nảy ra ý tưởng về một logo kỹ thuật số đầu tiên [...] được thiết kế để sử dụng trên internet và thích nghi với bối cảnh.""
Đầu tháng 6/2015, Lenovo công bố kế hoạch bán tới 650 triệu USD trái phiếu kỳ hạn 5 năm bằng đồng nhân dân tệ của Trung Quốc. Trái phiếu đã được bán tại Hồng Kông với phiếu giảm giá dao động từ 4,95% đến 5,05%. Đây là lần bán trái phiếu thứ hai trong lịch sử Lenovo. Các nhà bình luận tài chính lưu ý rằng Lenovo đã trả một khoản phí bảo hiểm để niêm yết trái phiếu bằng đồng nhân dân tệ với chi phí tương đối thấp để vay bằng đô la Mỹ.
Vào tháng 3 năm 2017, Lenovo tuyên bố họ đang hợp tác với công ty ảo hóa lưu trữ phần mềm DataCore có trụ sở tại Fort Lauderdale, Florida để thêm phần mềm xử lý I / O song song của DataCore vào các thiết bị lưu trữ của Lenovo.  máy chủ được cho là được thiết kế để vượt trội so với các mảng SAN của Storage Area Network (SAN). Cũng trong năm 2017, Lenovo đã thành lập một liên doanh với Fujitsu và Ngân hàng Phát triển Nhật Bản (DBJ). Theo đó, Fujitsu sẽ bán cho lenovo 51% cổ phần của Fujitsu Client Computing Limited và DBJ sẽ mua lại 5% cổ phần.
Vào tháng 9 năm 2018, Lenovo và NetApp đã công bố về quan hệ đối tác chiến lược và liên doanh tại Trung Quốc. Cùng năm, Lenovo trở thành nhà cung cấp siêu máy tính TOP500 lớn nhất thế giới.
Năm 2020, Lenovo đã trở thành nhà cung cấp đổi mới trung tâm dữ liệu ưa thích cho DreamWorks Animation bắt đầu với Trolls World Tour.

## Sản phẩm và dịch vụ

### Máy tính cá nhân
Lenovo đã cho ra mắt ThinkPad, IdeaPad, Legion là các dòng máy tính xách tay, cũng như các dòng IdeaCentre và ThinkCentre của máy tính để bàn. Được mở rộng đáng kể vào năm 2005 thông qua việc mua lại mảng kinh doanh máy tính cá nhân của IBM, bao gồm các dòng ThinkPad và ThinkCentre. Tính đến tháng 1 năm 2013, các lô hàng máy tính mang thương hiệu THINK đã tăng gấp đôi kể từ khi Lenovo tiếp quản thương hiệu, với tỷ suất lợi nhuận được cho là trên 5%.  cực mở rộng thương hiệu THINK ra khỏi các máy tính xách tay truyền thống để ủng hộ máy tính bảng và thiết bị lai như ThinkPad Tablet 2, ThinkPad Yoga, ThinkPad 8, ThinkPad Helix và ThinkPad Twist; sự thay đổi này là một phản ứng đối với sự phổ biến ngày càng tăng của các thiết bị di động và việc phát hành Windows 8 vào tháng 10 năm 2012. Lenovo đã đạt được thành công đáng kể với chiến lược có giá trị cao này và trong năm 2013 đã kiểm soát hơn 40% thị trường máy tính Windows có giá trên 900 USD tại Hoa Kỳ.

### Điện thoại thông minh
Tính đến tháng 1 năm 2013, Lenovo chỉ sản xuất điện thoại sử dụng hệ điều hành Android từ Google. Vào tháng 5, giám đốc điều hành Lenovo Dương Nguyên Khánh chỉ ra rằng công ty đã nhắm đến việc phát hành điện thoại thông minh tại Hoa Kỳ trong năm tới. Cuối tháng 10, Lenovo đã bày tỏ sự quan tâm đến việc mua lại nhà sản xuất điện thoại thông minh BlackBerry của Canada. Tuy nhiên, nỗ lực của họ đã bị Chính phủ Canada ngăn chặn, với lý do lo ngại về an ninh do việc sử dụng các thiết bị BlackBerry của các thành viên nổi bật của chính phủ. Một quan chức nói rằng "chúng tôi đã khá nhất quán rằng thông điệp là Canada dành cho đầu tư và đầu tư nước ngoài từ Trung Quốc nói riêng nhưng không phải với cái giá ảnh hưởng đến an ninh quốc gia".
Vào tháng 1 năm 2014, Lenovo đã công bố một thỏa thuận được đề xuất để mua lại Motorola Mobility để củng cố kế hoạch của mình cho thị trường Mỹ. Microsoft chính thức tuyên bố rằng Lenovo đã trở thành đối tác phần cứng của nền tảng Windows Phone tại Mobile World Congress 2014. Vào tháng  năm 2016, Lenovo tuyên bố tại CES rằng công ty sẽ sản xuất điện thoại Project Tango đầu tiên.

### TV thông minh

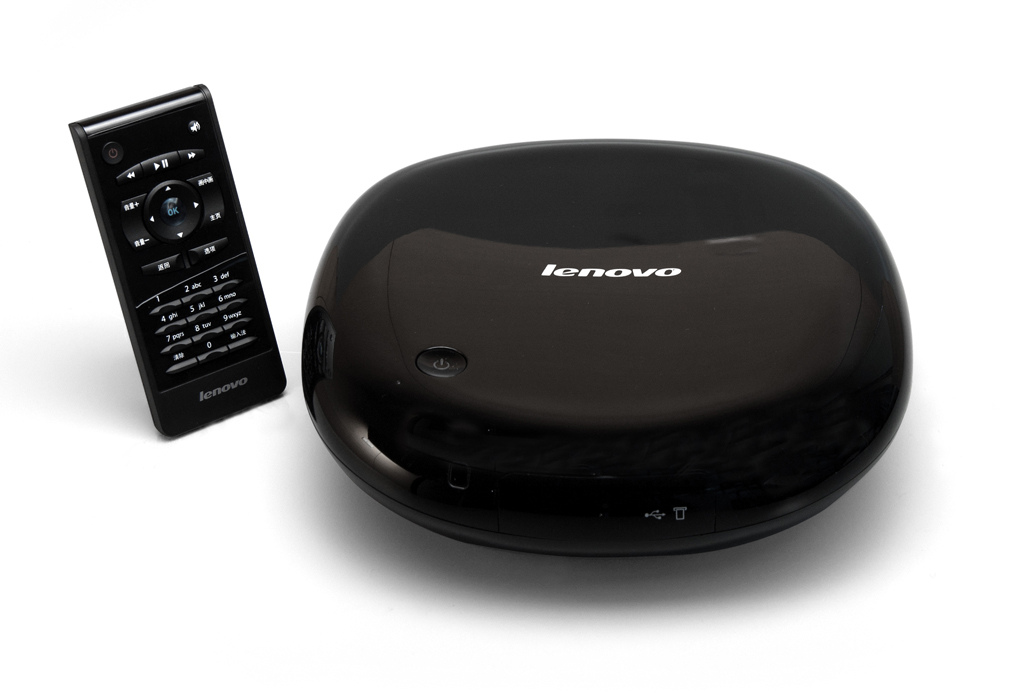
Lenovo A30 TV set-top box

Tháng 11 năm 2011, Lenovo cho biết họ sẽ sớm tiết lộ một sản phẩm truyền hình thông minh có tên LeTV, dự kiến phát hành vào quý đầu tiên của năm 2012. "Các ngành công nghiệp PC, truyền thông và truyền hình hiện đang trải qua một sự chuyển đổi 'thông minh'. Trong tương lai, người dùng sẽ có nhiều thiết bị thông minh và mong muốn có trải nghiệm tích hợp về phần cứng, phần mềm và dịch vụ đám mây". Liu Jun, chủ tịch bộ phận di động-Internet và kỹ thuật số gia đình của Lenovo phát biểu. Vào tháng 6 năm 2013 Lenovo tuyên bố hợp tác với Sharp để sản xuất TV thông minh. Vào tháng 3 năm 2014, Lenovo tuyên bố rằng họ dự kiến doanh số tv thông minh sẽ vượt qua 1 triệu chiếc trong năm 2014. Cùng tháng đó, Lenovo đã phát hành smart TV S9 đầu tiên của mình.

### Thiết bị đeo thông minh

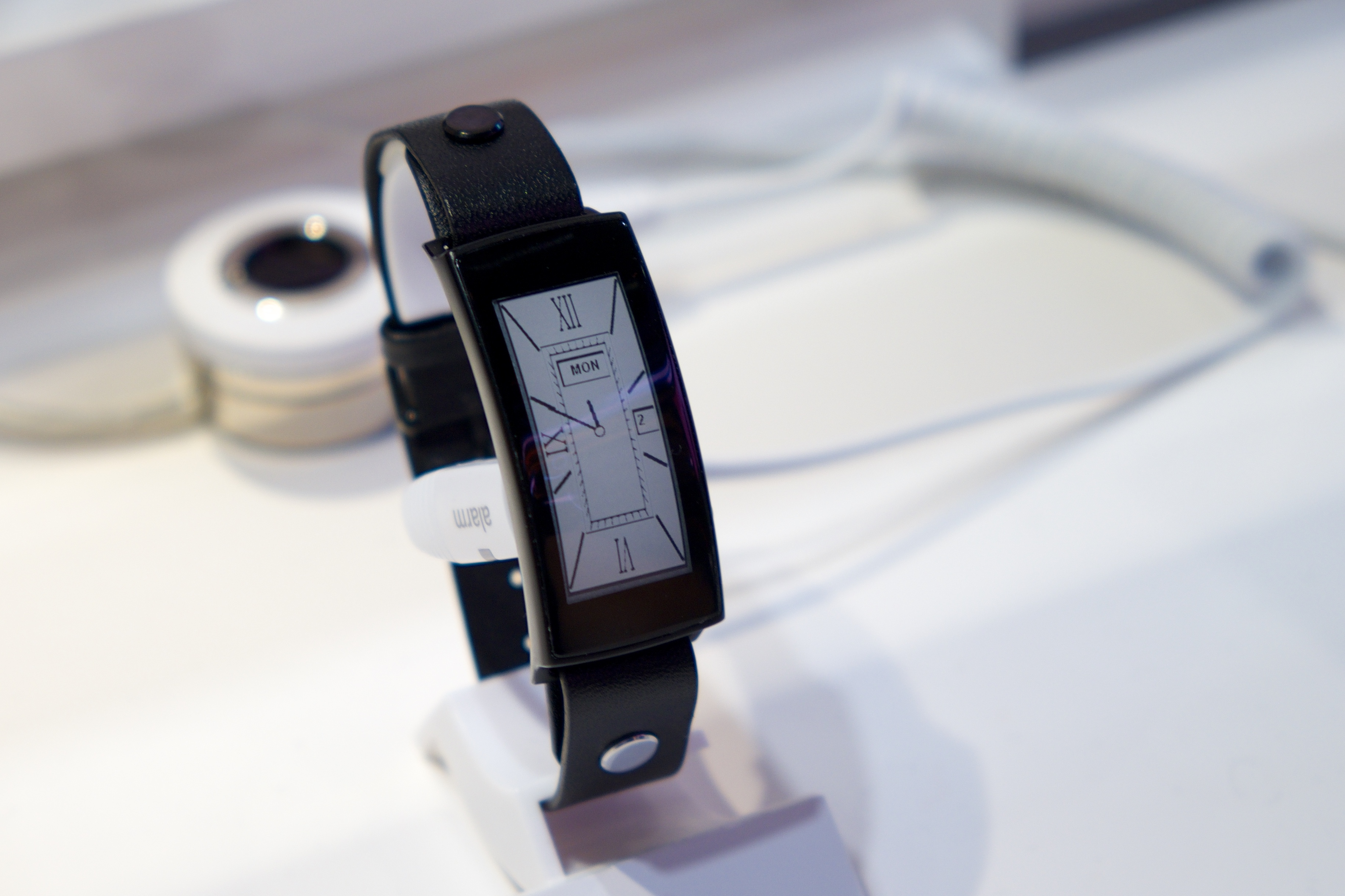
Lenovo Smartwatch trưng bày tại the 2015 Mobile World Congress

Thiết bị đeo đầu tiên được sản xuất mang nhãn hiệu "Smartband", có thời lượng pin là 7 ngày. Nó có một màn hình nhịp tim quang học và có thể được sử dụng để theo dõi khoảng cách, thời gian chạy và lượng calo bị đốt cháy. Nó cũng có thể thông báo cho người dùng về các cuộc gọi và tin nhắn đến, hoặc có thể mở khóa máy tính mà không cần sử dụng mật khẩu. Smartband được bán ra vào tháng 10 năm 2014. Lenovo bắt đầu cung cấp thiết bị để bán trên trang web của mình mà không có thông báo sản phẩm chính thức.

### IoT / nhà thông minh
Năm 2015, Lenovo đã đưa ra một hợp tác chiến lược với IngDan (硬蛋), một công ty con của công ty thương mại điện tử Trung Quốc Cogobuy Group, để thâm nhập vào lĩnh vực phần cứng thông minh. Lenovo muốn mua phần cứng Công nghệ cao trong nền kinh tế Internet of Things (IoT) mới nổi  và thiết lập quan hệ đối tác chiến lược với Cogobuy, trong đó trước đây họ chủ yếu mua các thành phần IC. Chuỗi cung ứng Cogobuy đã được Lenovo sử dụng để mua sắm các thiết bị tiêu dùng và thu hẹp khoảng cách trong phát triển phần cứng và phần mềm độc quyền của họ.

### Lenovo Connect
Tại Đại hội Thế giới Di động năm 2016, Lenovo đã giới thiệu Lenovo Connect, một dịch vụ chuyển vùng không dây. Dịch vụ này hoạt động trên các thiết bị, mạng và biên giới cho khách hàng ở Trung Quốc và EMEA (Châu Âu, Trung Đông và Châu Phi). Lenovo Connect loại bỏ sự cần thiết phải mua thẻ SIM mới khi vượt qua biên giới. Lenovo Connect bắt đầu dịch vụ cho điện thoại và chọn máy tính xách tay ThinkPad tại Trung Quốc vào tháng 2 năm 2016.

## Bê bối

### Cài sẵn adware
Vào tháng 2/2015, nhiều người dùng phát hiện trong laptop Lenovo của họ có cài sẵn một adware mang tên Superfish. Sau đó Lenovo đã tung ra công cụ gỡ bỏ adware nói trên. Lượng laptop bị nhiễm adware Superfish nằm trong giai đoạn 2014-2015. Tuy nhiên, hãng vẫn phải đối mặt với một cuộc tranh luận kéo dài 2 năm rưỡi với Ủy ban Thương mại Mỹ (FTC) do vi phạm và hãng đã bị phạt 3,5 triệu USD vì cài đặt sẵn adware nói trên. Adware trên tự động chèn quảng cáo trái phép vào các kết quả tìm kiếm trên Google. Superfish tác động đến 2 trình duyệt là Internet Explorer và Google Chrome trên máy tính Lenovo, riêng trình duyệt Mozilla Firefox do sử dụng hệ thống chứng nhận riêng nên không bị nhiễm loại adware này.

### Tự động cài đặt phần mềm
Vào tháng 8/2015, Lenovo lại "dính phốt" khi bị người dùng tố cáo sử dụng firmware có khả năng tự động tải và cài các phần mềm của mình lên máy tính người dùng mà không hề báo trước.